# サライ・シャーンドル

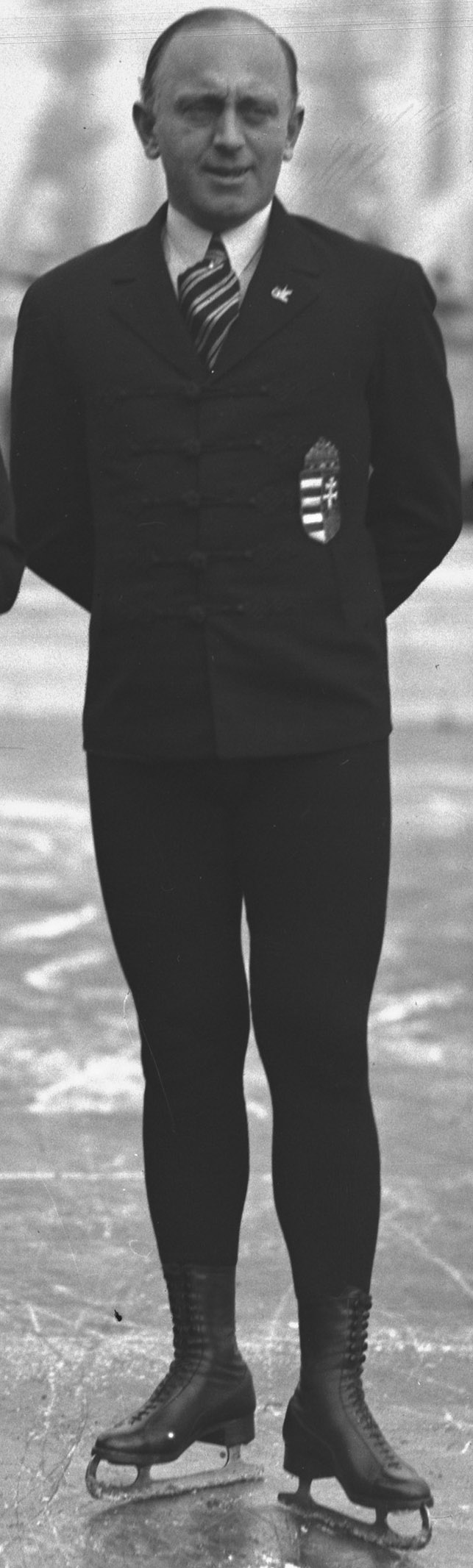
1930年

サライ・シャーンドル（ハンガリー語: Szalay Sándor, 1893年6月6日 - 1965年4月5日）は、ハンガリー出身の男性フィギュアスケート選手(ペア)。
1932年レークプラシッドオリンピックハンガリー代表。1930年、1931年ヨーロッパフィギュアスケート選手権優勝。パートナーはオルゴニシュタ・オルガ。

## 経歴
- 1930年、1931年ヨーロッパフィギュアスケート選手権で優勝を果たす。
- 1932年レークプラシッドオリンピックに出場し4位。同年の世界フィギュアスケート選手権で4位となり引退。

## 主な戦績
| 大会/年      | 1928-29 | 1929-30 | 1930-31 | 1931-32 |
| ------------ | ------- | ------- | ------- | ------- |
| オリンピック |         |         |         | 4       |
| 世界選手権   | 3       |         | 2       | 4       |
| 欧州選手権   |         | 1       | 1       |         |